# Kanel
Kanel – miasto w Senegalu, w regionie Matam. Według danych szacunkowych na rok 2007 liczy 11 023 mieszkańców.

## Przypisy

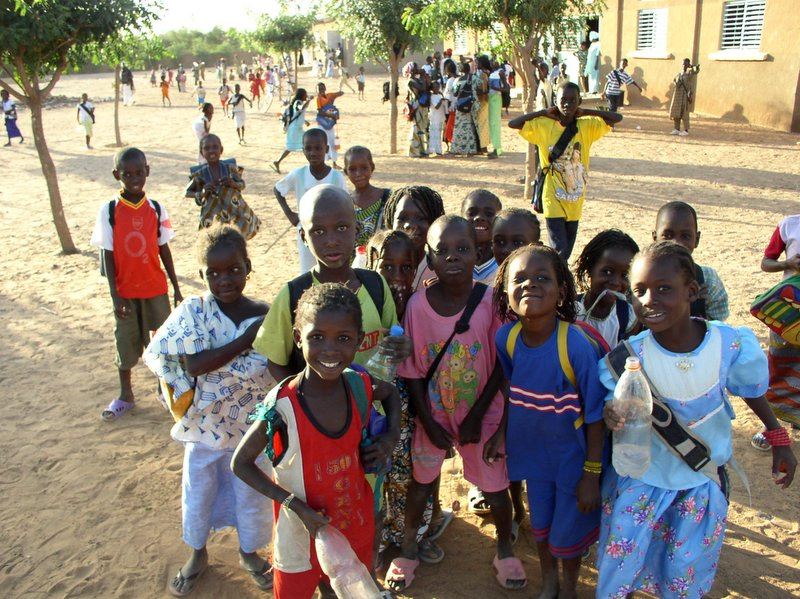
Uczniowie szkoły w Kanelu